# Grb Saudijske Arabije
Grb Saudijske Arabije se sastoji od dva mača i palminog drveta. Mačevi predstavljaju "Kuću Sauda" i "Kuću Wahaba". 

## Također pogledajte
- Zastava Saudijske Arabije